# Devčar
Devčar (mađ. Pécsdevecser , nje. Dewetsch) je selo u južnoj Mađarskoj.
Zauzima površinu od 4,74 km četvorna.

## Zemljopisni položaj
Nalazi se na 45° 57' 24" sjeverne zemljopisne širine i 18° 23' 3" istočne zemljopisne dužine.
Renda je 3 km zapadno-sjeverozapadno, Peterda je 1,5 km sjeverozapadno, Birjan je 3,5 km sjeverno, Belvar je 3 km sjeveroistočno, Kaša je 500 m istočno, Plakinja je 5 km južno, Ivanj je 5 km jugoistočno, Petra je 2,5 km jugozapadno.

## Upravna organizacija
Upravno pripada Šikloškoj mikroregiji u Baranjskoj županiji. Poštanski broj je 7766. 

## Povijest
Povijesni dokumenti spominju Devčar prvi put 1332. Spominje se u oblicima (Deu)acha, de Wech(us), de Nechus, de Danaba.
Do kraja razdoblja turske vlasti je Devčar opustio. 1733. je ponovno naseljeno njemačkim doseljenicima, a kasnije su u Devčar došli i Mađari.
1755. je u selu sagrađena crkva sv. Martina.
U 20. st. je upravno pripadao Pečuškom okrugu Baranjske županije.
Prema metodologiji popisa iz 1910., od 313 stanovnika u selu, 298 je bilo Nijemaca i 12 Mađara.

## Stanovništvo
Devčar ima 110 stanovnika (2001.). Mađari su većina, a Nijemaca je 33%. U selu imaju manjinsku samoupravu. Rimokatolika je preko 78%, kalvinista je preko 5%, bez vjere 13% te ostali.

## Vanjske poveznice
- Devčar na fallingrain.com